# Bleptina caradrinalis
Bleptina caradrinalis là một loài bướm đêm thuộc họ Noctuidae. Nó được tìm thấy ở Bắc Mỹ, từ Nova Scotia phía tây đến British Columbia, phía nam đến Arizona. Furthermore, nó có ở miền nam Bắc Mỹ phía nam đến Brasil và on Antilles.
Sải cánh dài 22–32 mm. Con trưởng thành bay từ tháng 6 đến tháng 8 tùy theo địa điểm.
Ấu trùng ăn lá của barberry, clover và cây mại châu.